# Amor Prohibido (álbum)
Amor Prohibido é o quarto álbum de estúdio da artista musical estadunidense Selena. O seu lançamento ocorreu em 13 de março de 1994 através da gravadora EMI Latin. Após a liberação de seu último disco, Entre A Mi Mundo  (1992), a popularidade de Selena experimentou expressivo crescimento entre a população hispânica dos Estados Unidos. Com isso, sua gravadora colocou como objetivo ampliar ainda mais seu apelo em seu próximo lançamento de estúdio. Achando difícil conseguir obter um outro sucesso à altura do projeto, o irmão da artista e seu produtor musical, A. B. Quintanilla, solicitou a ajuda dos membros da banda, Ricky Vela e Pete Astudillo, para escrever canções para o novo material dela. 
Em termos musicais, Amor Prohibido é um álbum derivado do tejano e cúmbia, mas também inclui uma variedade de elementos de outros gêneros, que vai de ranchera ao hip-hop. Sua instrumentação é caracterizada por uma produção rica em sintetizadores, que era quintessencial na música tejano produzida do início dos anos 1990. Liricamente, apresenta temas como relacionamentos disfuncionais e voláteis, o amor não correspondido, a infidelidade e a divisão social. Com relativamente poucas baladas, narra as lutas e triunfos de uma mulher após relacionamentos amorosos malsucedidos com homens que resistem aos compromissos. 
Foram lançados quatro singles oficiais do disco; "Amor Prohibido", "Bidi Bidi Bom Bom", "No Me Queda Mas" e "Fotos y Recuerdos". Todos os quais atingiram o cume da Billboard Hot Latin Tracks, com a faixa-título tornando-se a música em espanhol mais bem sucedida de 1994 nos Estados Unidos. Comercialmente, obteve um desempenho exitoso, tornando-se o primeiro disco de tejano a liderar a Billboard Top Latin Albums, permanecendo entre os cinco primeiros postos por 98 semanas consecutivas. Após Selena ser assassinada por Yolanda Saldívar — sua amiga e ex-gerente de suas butiques Selena Etc. em 31 de março de 1995 —, Amor Prohibido  chegou ao número 29 na Billboard 200, um feito nunca conseguido por nenhum artista do gênero. O material recebeu 41 certificados de platina emitidos pela Recording Industry Association of America (RIAA), denotando vendas de dois milhões de cópias, sendo o quarto álbum latino mais adquirido de todos os tempos em território estadunidense.
Amor Prohibido foi recebido positivamente pela mídia especializada, que o consideraram o melhor trabalho de sua intérprete até então e louvaram sua sonoridade por ter soado inovadora. Análises retrospectivas notaram que o trabalho foi responsável por catapultar a música tejano para o sucesso mainstream, atraindo o interesse em ouvintes não familiarizados com o gênero. Durante o 37.º Grammy Awards, a obra recebeu uma indicação não vitoriosa na categoria Melhor Álbum Mexicano-Americano. Consequentemente, Amor Prohibido foi listado entre as gravações latinas mais essenciais dos últimos 50 anos pela Billboard, enquanto a revista Rolling Stone o nomeou um dos 500 melhores álbuns de todos os tempos e foi incluído no livro 1001 Albums That You Must Hear Before You Die.

## Antecedentes
Selena nasceu em 16 de abril de 1971 em Lake Jackson, no estado americano do Texas, filha de Abraham Quintanilla Júnior, um músico e empresário estadunidense de ascendência mexicana, e Marcella Samora Quintanilla, de ascendência cherokee. Ela foi introduzida à música por seu pai, que dizia em entrevistas que viu nela "uma maneira de voltar aos negócios da música" após descobrir "o tempo e a medida perfeita" em Selena. Quintanilla, Jr. rapidamente reuniu seus filhos em uma banda chamada Selena Y Los Dinos, que incluía A.B. Quintanilla III no baixo, Suzette Quintanilla na bateria, e Selena nos vocais. O grupo rapidamente tornou-se a principal fonte de renda da família, após eles terem sido despejados de sua casa devido a crise do petróleo ocorrida em 1982 no Texas. Quintanilla, Jr. entrou com um pedido de falência depois que seu restaurante mexicano enfrentou problemas financeiros como consequência da crise. A família mudou-se para Corpus Christi, Texas, e o conjunto começou a gravar suas primeiras canções profissionais. Abraham queria que seus filhos gravassem música tejana — um gênero musical dominado por homens e popularizado por mexicanos-americanos que viviam nos Estados Unidos. Em 1984 a banda lançou seu primeiro álbum, Selena y Los Dinos, sob uma pequena gravadora independente. A popularidade de Selena, como artista solo, começou a crescer após ela conquistar o prêmio de Melhor Vocalista do Ano nos Tejano Music Awards realizado em 1987. A cantora conseguiu seu primeiro contrato com uma grande gravadora em 1989, quando assinou com a Capitol EMI Latin.

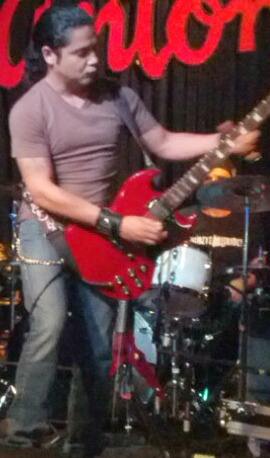
Chris Pérez (fotografado em 2012) e Selena começaram um relacionamento, apesar da desaprovação de seu pai.

Em 1988, Chris Pérez juntou-se ao Selena y Los Dinos, substituindo Roger Garcia, como o principal guitarrista da banda. Inicialmente, Quintanilla Jr. dispensou Pérez, sentindo que seu perfil era mais adequado ao rock e não a uma banda de tejano. Escrevendo para a revista People, a jornalista Betty Cortina afirmou que o músico contradizia a imagem "de bons e comportados" que Quintanilla Jr. queria passar de seus filhos para o público. No entanto, após AB convence-lo de que Pérez era proficiente na execução da música tejano e que a sua imagem de roqueiro era inócua, ele se manteve na banda. Pouco depois, Pérez e Selena iniciaram um envolvimento amoroso que, ao ser percebido por Suzette, foi comunicado a Quintanilla Jr. Durante uma viagem a trabalho, ele os viu juntos no ônibus, mesmo depois de expressar para ambos sua desaprovação quanto ao envolvimento deles, e uma discussão entre ele e Selena se seguiu. O empresário chamou o músico de "câncer na minha família" e ameaçou dissolver o grupo se eles continuassem se relacionando. Selena e Pérez cederam; Quintanilla Jr. o demitiu da banda e impediu a filha de se relacionar com ele. Após sua demissão, Pérez e Selena secretamente continuaram se encontrando. Na manhã de 2 de abril de 1992, o casal fugiu juntos, acreditando que Quintanilla Jr. nunca aprovaria a relação. Selena pensou que se eles se casassem seu pai seria obrigado a aceitá-los e não teriam que esconder mais seus sentimentos um pelo outro. Poucas horas depois do casamento, a mídia anunciou a fuga do dois. Selena e Pérez se mudaram para um apartamento em Corpus Christi. Após a família da cantora encontrá-la; seu pai não reagiu bem a notícia e ficou ofendido por algum tempo. Mais tarde, ele abordou Pérez, se desculpou, aprovou o casamento e o aceitou de volta à banda.
Um mês após sua fuga, em maio de 1992, Selena lançou seu terceiro álbum de estúdio, Entre a Mi Mundo. O trabalho foi considerado pela crítica especializada como seu projeto mais "inovador". A gravação alcançou o número um na parada Billboard Regional Mexican Albums e recebeu dez certificações de platina latina pela Recording Industry Association of America (RIAA) devido às vendas de 500 mil unidades nos Estados Unidos. Entre a Mi Mundo se tornou o primeiro álbum tejano de uma artista feminina a vender mais de 300 mil cópias. Tendo alcançado o sucesso e a base de fãs que Jose Behar, presidente da EMI Latin, almejava, foi planejado por ele que esse público deveria se ampliar ainda mais em seu próximo lançamento. Para trabalhar no projeto, a gravadora expressou desejo em recrutar um produtor musical que já houvesse vencido os Grammys, ao invés de AB, o que não se concretizou, devido ao fato de que ele conhecia os gostos musicais e o alcance vocal de sua irmã, embora soubesse que para continuar ocupado a função precisasse se superar e criar algo que continuasse mantendo o sucesso comercial. Como nos álbuns anteriores da cantora, AB recrutou Pete Astudillo e Ricky Vela, membros da banda Selena y Los Dinos, para o ajudar no processo de composição. A colaboração trouxe uma sonoridade mais madura para o trabalho da artista, resultando em uma gravação e produção mais experimental que a de seus anteriores.

## Gravação

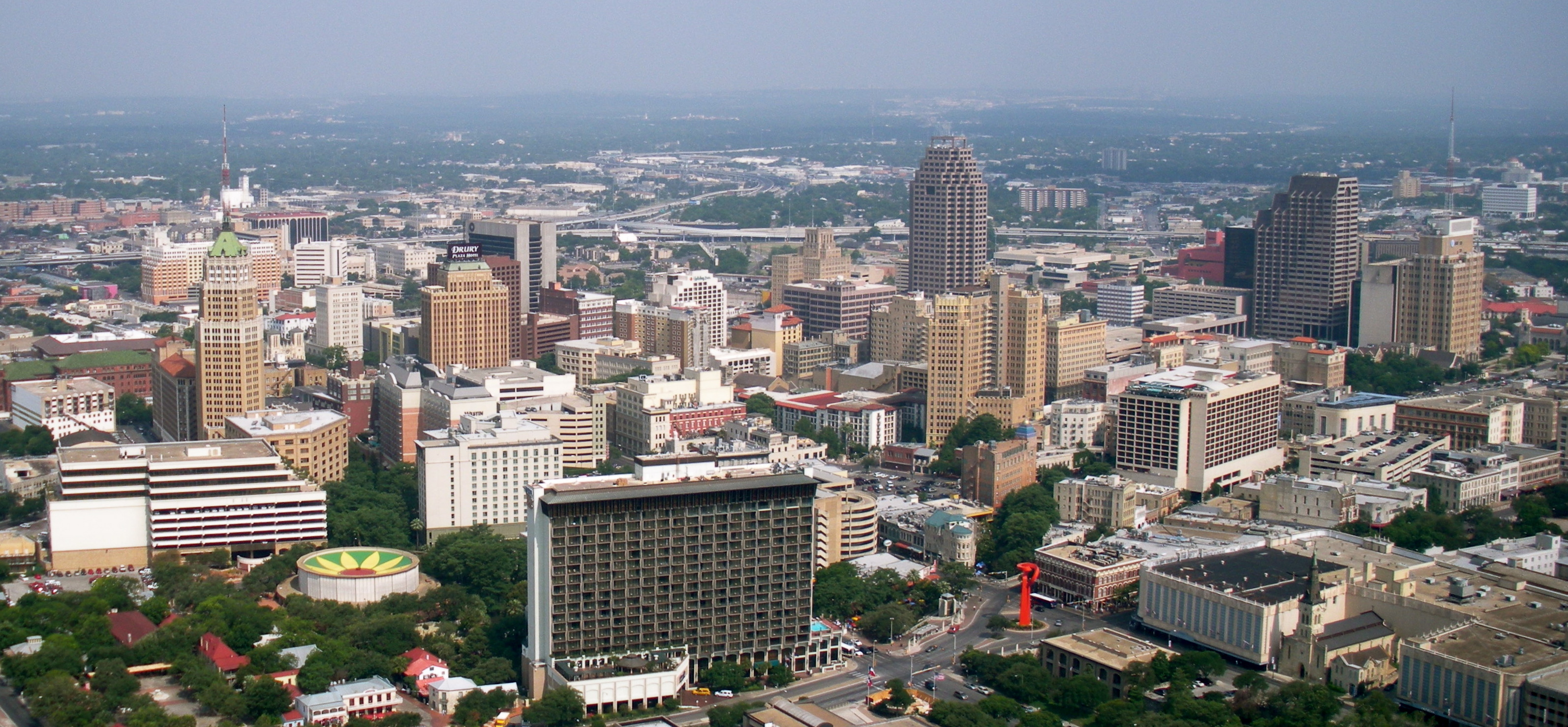
Vista de San Antonio, Texas, local onde as gravações do álbum ocorreram.

Amor Prohibido foi gravado nos Manny Guerra Studios em San Antonio, Texas, com sua engenharia ficando a cargo de Brian "Red" Moore. Seu período total de produção durou seis meses, começando em 17 de setembro de 1993. O cronograma de gravação foi espremido em torno da agenda de shows e a inauguração das butique de roupas da artista, como o seu guitarrista e marido Chris Pérez relatou: "Eu nem sei como conseguimos encontrar tempo para fazer o próximo álbum." De acordo com Vela, os trabalhos pararam e a banda teve que se apressar para terminar a produção devido ao prazo de lançamento estar se aproximando. Em seguida, levaram duas semanas para concluir a pós-produção. Vela disse que era comum a banda ensaiar todas as músicas antes de grava-las, já que a sequência de produção permanecia inalterada em Amor Prohibido. Selena e os músicos gravavam suas partes no estúdio e depois as aperfeiçoavam durante a pré-produção. AB então ficou a cargo da engenharia e da mixagem, utilizando uma ferramenta de manipulação de áudio AKAI MPC60 II para sincronismo e ritmo antes de instrumentos de mixagem serem adicionados. Demorou duas semanas para Selena colocar voz nas dez faixas do álbum.
Pérez forneceu um relato evocativo de como trabalhou com Selena durante as sessões de Amor Prohibido. Ele escreveu que ela nunca reclamou no estúdio e que não ficava receosa em relação à alterações. Selena costumava chegar ao estúdio durante a produção do álbum, "cantarolando um pouco a sua parte", e então seguia para o shopping informando a banda para não se preocupar porque ela "saberia o que fazer quando [eles] estivessem prontos para gravar." Pérez explicou que a banda nunca teve que abordar Selena sobre mudanças no estúdio, já que ela se disciplinava e rastreava seus vocais enquanto solicitava uma segunda tomada para "adicionar pequenas harmonias que ela criaria" durante a gravação. A.B. descreveu seu próprio processo criativo durante as sessões em uma entrevista de 1994; Ela usava um gravador para cantarolar uma melodia antes de criar o título e o conceito de uma música. Se caso se pegasse a cantarolando no dia seguinte, "então [ela] era cativante" e, do contrário, "não a utilizaria". A.B. também solicitou material de Rena Dearman, ex-tecladista do grupo, que forneceu várias composições. O produtor gostou de "I'll Be Alright" e queria que Selena gravasse-a para Amor Prohibido. Porém, a EMI Latin rejeitou sua inclusão por acreditar que soaria incoerente com a proposta do álbum. Então, A.B. sugeriu que a faixa pudesse ser reaproveitada no próximo projeto dela.

"[AB] deixou o estúdio confiando em mim para montar um solo que funcionasse [em "Bidi Bidi Bom Bom"]. Lembro-me de ter pensado, "essa música vai ser enorme" porque eu senti da mesma forma que AB fez. "Bidi Bidi Bom Bom" é a orgulhosa celebração do amor de uma mulher. Eu queria criar um solo radical que realmente fundisse um som de hard rock com uma cúmbia tejano, da mesma forma que Selena e eu crescemos em famílias tradicionais para nos tornarmos um casal contemporâneo. Eu queria, mais do que tudo, apoiar o som rico e otimista no canto de Selena com meu violão. A música funcionou em todos os níveis e, em pouco tempo, "Bidi Bidi Bom Bom" ganhou vida própria, tornando-se um dos sucessos mais amados e duradouros de Selena."

—Chris Pérez em seu livro To Selena, with Love
Uma música, que viria a se tornar "Bidi Bidi Bom Bom", foi improvisada durante um ensaio contendo poucas ou nenhuma letra. Suzette explicou que a canção surgiu durante uma brincadeira e que depois de A.B. começar a tocar um groove em seu violão, Selena começou a cantar, criando letras "conforme as ideias surgiam". Começando com letras sobre um peixe alegre nadando livremente pelo oceano, que Astudillo comparou a uma cantiga de roda, organizada em torno de um riff de guitarra wah-wah usando um crybaby improvisado por Pérez. A faixa, então chamada de "Itty Bitty Bubbles", tornou-se uma jam session durante os shows da banda como forma de evitar que os contratantes reduzissem seu pagamento por tocarem por um tempo menor do que o acordado. Selena cantou a música em um concerto em Nuevo León em setembro de 1993, um dia antes dela e Astudillo começarem a "juntar a letra e a melodia". A.B. viu potencial na melodia e "preencheu o que Selena [já havia feito]". Ele se juntou como co-compositor, escrevendo os solos de guitarra para Pérez, bem como os arranjos para a música. Inicialmente, A.B. considerou as letras "um pouco assustadoras". No dia anterior, a banda estava programada para gravar o álbum, até que A.B. aproximou-se de Pérez e perguntou se ele estaria interessado em trabalhar com Vela em uma música que ele tinha escrito, "Ya No". Pérez e Vela trabalharam na faixa durante toda a noite, improvisando os sons de bateria e programação, adicionando riffs de guitarra elétrica e complementando-a com seu próprio estilo musical. O guitarrista ficou pasmo porque, apesar da ajuda de A.B., ele recebeu controle criativo sobre a música.
A ideia para a faixa-título do álbum foi da própria Selena, embora Astudillo tivesse aspirado a escrever uma canção para uma telenovela intitulada "Amor Prohibido". Junto com ele e AB, a cantora começou a escrever e gravar uma faixa baseada em uma história sobre seus bisavós. Ela foi inspirada por cartas de amor escritas por sua bisavó, que escreveu sobre suas experiências como empregada doméstica que se apaixonou pelo filho dos Calderon — uma família rica que que imigrou da Espanha e vivia em Nueva Rosita, no México. Sua bisavó foi proibida de se relacionar com ele por causa de sua classe social e descreveu isso como um "amor proibido". Astudillo temia que o pai da cantora rejeitasse a canção por causa do conteúdo lírico de desobedecer os pais para viver o amor verdadeiro, como a própria Selena fez quando fugiu com Pérez em 1992. Depois que a cantora gravou a faixa, Abraham a ouviu e gostou, ele descobriu que a letra abordava o que "muitas famílias já passaram". Enquanto gravava "Amor Prohibido", Selena havia improvisado o ad libitum "oh uau, baby". Seu irmão acreditava que a música não teria sido a mesma se ela não tivesse adicionado essa parte. "Amor Prohibido" fez uso de campana em sua instrumentação, o que foi planejado por A.B., como forma de atrair o interesse de pessoas de diferentes etnias para o trabalho de sua irmã. A atenção da mídia após a morte dela levou a família Calderon à música, eles viajaram para Corpus Christi e visitaram os Quintanillas pela primeira vez. Depois de se apaixonar por Suzette e descobrir sobre o casamento dela com outra pessoa em setembro de 1993, Vela escreveu uma composição sobre seu sentimento. A canção resultante foi intitulada "No Me Queda Más" e foi dada à Selena para ser gravada no álbum. De acordo com Abraham, a cantora proporcionou uma entrega emocional durante a gravação da obra e foi vista soluçando no estúdio por "saber como [Vela] se sentia" sobre Suzette.
Durante as sessões de gravação de "Techno Cumbia", AB encorajou Selena a fazer um rap com um sotaque de Nova Iorque, semelhante ao da atriz Rosie Perez. Em uma viagem a cidade supracitada, AB ouviu no rádio a canção "Back on the Chain Gang" (1983), dos Pretenders. Preocupado com a falta de material para o disco, e cativado pela ideia de retrabalhá-la em uma cúmbia em espanhol, AB pediu a Vela para escrever uma tradução da letra. Depois de descobrir que Selena havia sampleado sua música, a vocalista do Pretenders, Chrissie Hynde, impediu a banda de lançar Amor Prohibido e exigiu de Vela uma tradução para o inglês antes que ela aprovasse um acordo de direitos autorais. No momento da recusa de Hynde, a banda tinha gasto 475 mil dólares com cópias do álbum que incluíam "Fotos y Recuerdos". Posteriormente, o musicólogo James Perone analisou ambas as obras e percebeu que esta era a mais curta faixa de Amor Prohibido e que haviam "retirado algumas das pontes [sic] da composição de Hynde, mas manteve a premissa básica [de "Back on the Chain Gang"]". Perone descreveu o arranjo criado por A.B. como "um exemplo de [sua] abordagem universalmente latina".

## Estrutura musical
Musicalmente, Amor Prohibido é um álbum majoritariamente derivado do tejano e a cúmbia, mas que também inclui uma variedade de elementos de gêneros não presentes nos trabalhos anteriores de Selena, que vai de ranchera ao hip-hop. Como exemplo, foram notados a incorporação de salsa, funk, R&B, bubblegum pop, teen pop, techno, e fusões de reggae e dancehall, rock, polca, flamenco, mariachi e corridos. Críticos especializados notaram sua fusão musical transcultural como um estilo minimalista que era quintessencial em produções de tejano no início da década de 1990. Outros também expressaram que é um disco de variados ritmos acessíveis aos fãs de música latina tradicional e contemporânea. O musicólogo Matt Doeden descobriu que a obra apresentava "uma sonoridade inovadora", cujo objetivo era atrair um público mais jovem e amplo para artista. Selena descreveu o lírico da obra como sendo "canções de amor [ou sobre] deixar seu coração partido".
Liricamente, a faixa-título "Amor Prohibido" encapsula a divisão social entre a protagonista pobre e a pessoa de posição economicamente inalcançável por quem ela se apaixonou. As letras foram analisadas por autores, musicólogos e críticos, que as consideraram relevantes para as questões enfrentadas pela população LGBT. Eles são ambíguos e foram interpretados para retratar o romance proibido entre casais do mesmo gênero, as visões da sociedade moderna sobre relacionamentos românticos, e também Romeu e Julieta. Uma crítica no The Monitor sentiu que a letra retratava o amor proibido que Selena e Pérez esconderam de seu pai autoritário. Musicalmente, a obra titular é "uma balada emocional de tempo acelerado" que apresenta o "lado apaixonado" de sua intérprete. Em "Cobarde", a protagonista chama seu parceiro de "covarde" ao saber de sua incapacidade de enfrentá-la depois de se sentir reticente sobre seu relacionamento. Duas outras faixas, "Ya No" e "Si Una Vez", mergulham no coração de uma mulher que vive um relacionamento fracassado como o da música anterior e se recusa furiosamente a aceitar um parceiro infiel. Suzette gostou particularmente de "Si Una Vez" porque Selena deu "aquela atitude" a música.
"Tus Desprecios" tem um enredo típico de gravações de mariachi, sobre relacionamentos disfuncionais e voláteis. A faixa usa o estilo tradicional de tejano conjunto e inclui sons emitidos por um acordeão vibrante. Perone escreveu que a canção mostrava a facilidade de Selena com estilos variados como o pop e tejano. Outra faixa, "No Me Queda Más", usa o mesmo estilo de canções ranchera, com a cantora expressando angustia pelo fim de um relacionamento. As letras exploram um amor não correspondido em que uma mulher deseja o melhor para seu ex-namorado, apesar de sua própria agonia. Jose Feliciano expressou a sua opinião sobre a música, notando uma sensação de tristeza nas letras, ao mesmo tempo que encontrava paralelos cognitivos com a vida de Selena, e percebia uma comparação de composições tipicamente gravadas por Pedro Infante. A voz da cantora foi admirada por ser poderosa e emotiva, enquanto seus vocais foram considerados moderados e solenes, cantados de uma forma desesperada e emocional. A revista Hispanic elogiou as interpretações vocais de Selena em "No Me Queda Más", citando a habilidade da cantora de tocar uma música reservada para músicos consagrados com o dobro de sua idade.
Avaliando "Fotos y Recuerdos", Joe Nick Patoski, do The New York Times, reconheceu que a melodia da canção era proveniente da sonoridade new wave dos Pretenders, que tocava em um groove de rock latino rodeado de órgãos e percussões que "transcendem a tradicional sonoridade tejana." Ele também notou que o solo de guitarra executado por Pérez emulava o estilo de James Honeyman-Scott dos Pretenders. A Newsweek elogiou os solos de guitarra de Pérez e a letra de "Fotos y Recuerdos", que explorou o romance proibido e "memórias de um relacionamento". John LaFollette, do The Monitor, sentiu que os apelos simultâneos de Selena ao multiculturalismo e ao comércio na canção soavam "tão americanos quanto a torta de maçã". A faixa é complementada por ritmos de rock e house tendo sua instrumentação composta por cordas dirigidas por sintetizadores e camadas de percussão, incluindo tambores de aço sob uma batida de cúmbia. Perone sentiu inspirações na música produzida na Jamaica, Cuba e Trinidad e Tobago. "Techno Cumbia" apresentava Selena fazendo rap sob uma batida de cumbia complementada com congas, hi-hats, samples de techno, e EBM. Patoski aclamou a nova abordagem da banda sobre o ritmo de cúmbia, samples vocais atualizados, bateria inspirada na música de Nova Orleães e buzinas retiradas de soca caribenho.
"Techno Cumbia" foi elogiado como o primeiro caso de sucesso de uma fusão entre cúmbia e rap na indústria. "Bidi Bidi Bom Bom", que também se baseia na música caribenha, apresenta arranjos mais exuberantes e menos intensos, sintetizadores agudos do que as primeiras quatro canções de Amor Prohibido. Infundido cumbia com reggae, seu título onomatopaico e sua letra sem sentido sugerem o som do coração de Selena palpitando sempre que ela pensava em seu marido. Os críticos elogiaram a cativação da música e notaram uma sensação de convívio na faixa. "Bidi Bidi Bom Bom" é musicalmente semelhante a "El Chico Del Apartamento 512"; Perone observou o tema recorrente de atração por um jovem. O gancho da última canção é mais acessível para ouvintes com espanhol limitado do que "Bidi Bidi Bom Bom". Em "El Chico del Apartamento 512" a protagonista é atacada por vários homens por quem ela não tem interesse, exceto por um "garoto do apartamento 512". Ela encontra coragem suficiente para bater em sua porta e encontra a resposta de uma mulher que pergunta se ela está procurando por seu irmão. Para Perone, a leveza da música representa um alívio do desgosto e desespero presentes outras partes do álbum.

## Recepção

### Crítica profissional
| Críticas profissionais   | Críticas profissionais |
| Avaliações da crítica    | Avaliações da crítica  |
| Fonte                    | Avaliação              |
| ------------------------ | ---------------------- |
| AllMusic                 | [ 92 ]                 |
| Spin                     | [ 93 ]                 |
| Entertainment Weekly     | B                      |
| The Monitor              | A                      |
| San Antonio Express-News | A                      |

Amor Prohibido recebeu revisões positivas da mídia especializada. Dando uma nota B numa escala de A a F, Larry Fitzmaurice, da revista Entertainment Weekly, sentiu que o projeta representava uma a evolução artística para a intérprete, destacando-se "como seu trabalho mais elegante e pop" e onde se era possível escutar "seus vocais mais confiantes". Escrevendo para o The Monitor, o periodista Jon La Follette, deu uma nota B para o registro, o considerando o melhor trabalho da estadunidense, argumentando que nele está resumido "tudo o que ela era: romântica, charmosa e efervescente". Ele completa elegendo "Bidi Bidi Bom Bom" como a música mais divertida do material e a faixa-título como a que melhor exibe o talento vocal da artista. Stephen Thomas Erlewine, do banco de dados AllMusic, concedeu cinco estrelas totais para o disco. Em sua primeira revisão da obra, o editor o caracterizou como "ligeiramente irregular" e elogiou o sucesso de Selena em gravar um material mais fraco. Mais tarde, ele o prezou como o mais forte de sua intérprete e uma introdução eficaz a seu catálogo, que destacou de forma bem-sucedida sua interpretação da sonoridade tejana.
Em matéria para a Billboard, Taylor Weatherby apreciou a combinação de diversos estilos em Amor Prohibido, escrevendo que "não importava se você nunca havia escutado aquelas inúmeras batidas", quando começava a tocar "você não poderia resistir". Numa revisão retrospectiva para a Pitchfork, Isabelia Herrera deu uma nota 9,1 de 10 para o disco e o definiu tanto como "uma reivindicação de apelo mais amplo dentro da indústria quanto um pedido ardente para que uma estrela latina fosse vista como polivalente, contemporânea e capaz de reinvenção constante". Complementa observando que o trabalho agiu como um "divisor de águas para o pop de língua espanhola", em parte porque trouxe reinvenções antes não vistas no tejano, tanto em termos de sonoridade quanto de letras, e outra porque ajudou a mostrar para outras artistas latinas que viriam depois que elas poderiam serem mais versáteis em seus trabalhos. O jornal San Antonio Express-News elogiou coletivamente a banda por estar em seu "auge criativo", enquanto a produção de AB foi destacada pela revista musical Rolling Stone, que o rotulou como o "som de Selena" que teria feito da cantora uma força dominante no paradas musicais se não fosse por sua morte.

### Impacto e legado
Na época de seu lançamento, Amor Prohibido foi considerado muito popular nas comunidades hispânicas dos Estados Unidos, embora fosse um exemplo de uma divisão geracional no mercado de tejano na época. Na época de seu lançamento, tinha como objetivo superar as limitações da indústria da música, tornando-se, em última instância, "um símbolo cultural eterno". A produção musical de AB e a introdução de estilos musicais urbanos em Amor Prohibido, revolucionou a música tejano, o que fez alguns músicos do gênero perceberam que para ter gravações de sucesso não era necessário explorar a musicalidade tradicional. Com o trabalho, Selena levou o gênero a níveis sem precedentes de sucesso comercial. É considerado uma das primeiras gravações hispânicas a serem apreciadas nos Estados Unidos durante a explosão latina dos anos 1990, um período conhecido como a era de ouro de artistas hispânicos, que foi alimentada pela morte da cantora em 1995. Também popularizou a música tejano entre um público mais jovem e mais amplo do que em qualquer outro momento da história do gênero. Considerado crucial na popularização do tejano, foi creditado por "[colocá-lo] no mapa" e como o primeiro disco em que muitas jovens hispânicas compraram "com letras no idioma em que [seu] sangue está enraizado". Através dele, Selena deu voz e exibiu as experiências de latinos nos Estados Unidos.
Após o lançamento do álbum, Selena foi considerada "maior que o própria tejano", e foi creditada por derrubar barreiras no mercado de música latina. Amor Prohibido a estabeleceu como uma figura da música pop americana. Os críticos sentiram que a gravação a elevou entre as mulheres líderes no setor de música latina e a estabeleceu para esse público como a cantora com maior apelo popular entre os jovens. Mario Tarradell, do The Dallas Morning News, acreditava que Selena tinha "conquistado a paisagem pop latina", enquanto Herón Márquez a chamou de um "sucesso histórico". Em novembro de 1994 a Billboard citou Amor Prohibido, entre outras gravações em espanhol, como um exemplo para mostrar que os latinos eram capazes de vender álbuns em mercados anglófonos como os Estados Unidos, que historicamente ignoravam suas manifestações de arte. De acordo com Gisela Orozco, do jornal Chicago Tribune, Selena se tornou a mais bem-sucedida artista de tejano após o lançamento do disco. Amor Prohibido foi tocado em sua totalidade no 25.º aniversário do Festival DC Latino em julho de 1995, que se seguiu à sua morte em março daquele ano.
Consequentemente, a Seattle Post-Intelligencer listou Amor Prohibido entre os melhores álbuns produzidos em 1994, enquanto o Houston Press o classificou entre os melhores álbuns texanos dos últimos 30 anos. O crítico Mario Tarradell elegeu-o como o 9º melhor disco latino da década de 1990. O portal BuzzFeed colocou Amor Prohibido na posição de número 22 entre os 35 álbuns latinos da velha guarda que você provavelmente esqueceu. A Billboard o considerou uma das gravações latinas mais essenciais dos últimos 50 anos, e incluiu-o em entre os 100 melhores de todos os tempos. Foi selecionado pelo portal NPR como o 19º melhor álbum feito por uma mulher, o mais bem classificado por uma artista feminina latina e o nono com melhor posição por uma mulher de cor. Em março de 2019, veículos de música e mídia, BuzzFeed e Billboard, comemoraram seu 25º aniversário de lançamento; Ambos também entrevistaram cantoras latinas como Jennifer Lopez, Ally Brooke, Ángela Aguilar, Anitta e Becky G sobre suas opiniões a cerca de Amor Prohibido e o impacto de Selena em suas carreiras. Em uma entrevista à Billboard, a mexicana Danna Paola revelou que este foi o primeiro álbum que ela comprou. Foi posicionado na 479ª colocação da lista dos 500 melhores álbuns de todos os tempos da Rolling Stone e foi incluído no livro 1001 Albums You Must Hear Before You Die, que apresenta os 1001 discos necessários de se ouvir antes de morrer.

### Reconhecimento
Em 1995, Selena dominou os Tejano Music Awards, vencendo todas as categorias em que foi indicada. Amor Prohibido ganhou os prêmios de Álbum do Ano, enquanto a faixa-título ganhou Disco do Ano e Single do Ano. "Bidi Bidi Bom Bom" venceu como Canção do Ano, enquanto "Techno Cumbia" recebeu o prêmio de Melhor Canção Crossover. Amor Prohibido recebeu uma indicação frustrada ao 37.º Grammy Awards como Melhor Álbum Mexicano-Americano. O crítico musical Chuck Philips, acreditava que Selena era "a candidata politicamente correta" para levar o troféu, "com toda a cobertura da mídia pesada que ela [tinha] recebido nos últimos dois anos [1992-94]". Nos Premio Lo Nuestro de 1995, o trabalho ganhou como Melhor Álbum Regional do Mexicano e seu single titular venceu como Canção Regional Mexicana do Ano. No mesmo ano, durante o Billboard Latin Music Awards, o projeto angariou o troféu de Álbum Regional Mexicano do Ano, Feminino e sua canção homônima ganhou como Canção Regional Mexicana do Ano, enquanto "No Me Queda Más" recebeu o troféu de Videoclipe do Ano. Amor Prohibido foi indicada para Álbum do Ano nos Desi Entertainment Awards, enquanto a faixa-título foi indicada para Canção do Ano em Espanhol. Nos Pura Vida Hispanic Music Awards, profissionais da indústria da música votaram para eleger os melhores lançamentos daquele ano, pelo qual eles concederam a "Amor Prohibido" e "Bidi Bidi Bom Bom" as honras de Vídeo Musical do Ano e Canção do Ano.

## Lançamento e promoção
Amor Prohibido foi lançado nos Estados Unidos em 13 de março de 1994. A liberação seguiu um contrato de gravação estipulado com a divisão pop da EMI Latin em novembro de 1993, que visava transicionar Selena para o mercado musical de língua inglesa. Depois que essa notícia chegou à Billboard, Amor Prohibido começou a ganhar revisões por críticos da revista, que consideraram seu lançamento uma continuação de sua "veia tórrida". Enquanto Mark Holston, da revista Hispanic, escreveu que o lançamento do disco reforçou a reputação de Selena como uma das principais cantoras hispânicas da década de 1990. Com o presidente da EMI Latin, Jose Behar, solicitando melhorias em seu apelo comercial, a banda então deu ao arranjador argentino Bebu Silvetti a música "No Me Queda Más" para ser retrabalhada em uma faixa de estilo pop para ser lançada como single em outubro de 1994. O disco foi posteriormente relançado com um adesivo vermelho indicando que incluía uma "nova versão" da canção. Em uma entrevista à Billboard, Behar disse que "No Me Queda Más" foi "internalizado" sem afetar a originalidade de sua gravação. Durante a celebração de vinte anos do lançamento da música, Amor Prohibido foi relançado e disponibilizado para venda física e digital a partir de 22 de setembro de 2002. A versão de edição limitada incluiu o dueto de Selena com o Barrio Boyzz em seu single, "Donde Quiera Que Estés" (1994), e os vídeos musicais de "Amor Prohibido" e "No Me Queda Más", também como encarte falado contendo comentários e lembranças de cada faixa fornecida pela família da cantora, amigos e sua banda.
Depois de participar de "Donde Quiera Que Estés", Selena fez uma mini turnê com o Barrio Boyzz que lhe permitiu visitar Nova Iorque, Argentina, Porto Rico, República Dominicana e América Central, onde não era muito conhecida. Em setembro de 1994, ela vendeu os 10 mil ingressos para uma apresentação realizada no D.C. Armory em Washington, D.C, com a maioria do público formado por centro-americanos. Daniel Bueno, que organizou o evento, disse ao The Washington Post que a maior parte dos centro-americanos detestavam a música tejano e pensaram que a adição de reggae e música tropical no repertório da artista a ajudou a atraí-los ao seu trabalho. Nelly Carrion, uma jornalista do Washington Hispanic, expressou como o público ressoou emocionalmente com a performance da artista e enfatizou como eles estavam desesperados para tocar nela, forçando a apresentação a ser suspensa. Selena fez várias aparições na televisão e em shows ao vivo para divulgar Amor Prohibido. Mais notavelmente, sua performance no Astrodome de Houston em 26 de fevereiro de 1995, foi considerada uma de suas melhores. O evento foi elogiado pela crítica por quebrar recordes de público estabelecidos por artistas de música country, como Vince Gill, Reba McEntire e George Strait. Sua apresentação no Astrodome foi imitada por Jennifer Lopez em sua interpretação como Selena no filme biográfico de 1997. Selena apareceu no Festival Calle Ocho, em Miami, com uma audiência estimada em 100 mil pessoas, quebrando recordes de públicos anteriores. Sua performance em um episódio do Sábado Gigante de novembro de 1994 foi classificada entre os momentos mais memoráveis nos 53 anos de história da atração. Selena cantou "Bidi Bidi Bom Bom", "No Me Queda Más", "El Chico del Apartamento 512" e "Si Una Vez" no programa Johnny Canales, que mais tarde foi lançado em DVD como parte das "canções favoritas" do apresentador. A performance de "Bidi Bidi Bom Bom" em 31 de julho de 1994, no parque de diversões Six Flags AstroWorld foi o assunto de um vídeo lançado pelo periódico Houston Chronicle para seu segmento "Nesse Dia Esquecido". Ramiro Burr, da Billboard, chamou a digressão da cantora para seu álbum de "uma forte turnê". Os concertos estabeleceram Selena como um dos artistas contemporâneos de maior sucesso da música latina.

### Singles
A música-título do disco, serviu como o seu primeiro foco de promoção em 13 de abril de 1994. Obteve êxito comercial, liderando a tabela Hot Latin Tracks na semana que terminou em 11 de junho — seu primeiro número um como artista solo —, onde permaneceu por nove atualizações consecutivas, convertendo-se no single em espanhol de maior sucesso nos Estados Unidos em 1994. O tema recebeu sete certificados de platina através da Recording Industry Association of America (RIAA), denotando vendas digitais de 420 mil unidades. Em julho, "Bidi Bidi Bom Bom" foi liberado como a segunda música de promoção do material. Em termos comerciais, culminou na Hot Latin Tracks, permanecendo nessa posição por quatro atualizações consecutivas, onde acabou sendo certificado com nove certificados de platinas pela RIAA após 540 mil compras digitais serem constatadas. "No Me Queda Más" foi distribuído em novembro, estabelecendo-se no cume da tabela supracitada por sete semanas não consecutivas. O lançamento se saiu melhor em 1995, figurando entre os dez primeiros por doze atualizações seguidas, ganhando o título de single latino mais bem sucedido naquele ano pela Billboard. Foi certificado de platina quadrupla pela RIAA por 240 mil réplicas comercializadas. A última música de trabalho do álbum foi "Fotos y Recuerdos", liberada em janeiro de 1995. Permaneceu no cume do Hot Latin Tracks por sete semanas, encerrando o ano como a 2ª faixa em espanhol com melhores resultados. No momento de seu falecimento, a canção estava em quarto lugar. Foi condecorado com platina pela RIAA por vendas digitais de 60 mil cópias. Embora não tenham sido usadas para a promoção do registro, "Techno Cumbia" acabou por receber o certificado de platina pela RIAA ao vender 60 mil unidades digitais, "El Chico Del Apartamento 512" conquistou platina dupla pelo excedente de 120 mil cópias, enquanto "Si Una Vez" angariou platina tripla por 180 mil réplicas adquiridas.
Mario Tarradell, para o The Dallas Morning News, escreveu que os singles do disco elevou o sucesso de Selena nas rádios latinas, cujos promotores não a levavam a sério. "Bidi Bidi Bom Bom" classificou-se no número 54 na lista das melhores canções texanas de todos os tempos pelo portal Dallas Observer. Também foi listada como uma menção honrosa na lista das dez melhores composições de tejano de todos os tempos pela Billboard, enquanto "No Me Queda Más" ficou em nono. Lisa Leal, do canal virtual KVTV, disse que "No Me Queda Más" e "Bidi Bidi Bom Bom", continuam a ser populares entre os fãs da intérprete e para eles é o equivalente em espanhol a "Yesterday", dos Beatles. A autora Kristine Burns também considerou que os dois lançamentos mencionados ajudaram a ampliar a base de fãs de Selena. "Bidi Bidi Bom Bom" foi a música mais tocada de Amor Prohibido nas rádios mexicanas, e continua sendo um clássico dentro do pop latino. "Fotos y Recuerdos" foi reconhecida como uma das "faixas dançantes mais conhecidas" da cantora nos Estados Unidos, enquanto "Amor Prohibido" foi popular nas rádios de países hispânicos. "Techno Cumbia", tendo sua execução considerada uma regra na década de 1990 durante reuniões familiares no sul do Texas, é considerada pelos musicólogos como tendo liderado um novo estilo de música. No 16.º aniversário de lançamento do álbum, uma pesquisa feita pelo The Monitor mostrou que os leitores tinham "No Me Queda Más" e "Fotos y Recuerdos" como suas faixas preferidas, alegando que "amaram o sentimento e a musicalidade daquelas duas canções". Em 2016, três composições do registro foram classificadas entre as melhores músicas latinas de todos os tempos pela Billboard, incluindo "No Me Queda Más" no número 13, "Fotos y Recuerdos" no número 29, e "Amor Prohibido" em 46º lugar. A maioria das gravações encontradas no projeto foram nomeadas como canções de assinatura de Selena, incluindo a faixa-título, "Bidi Bidi Bom Bom", "Fotos y Recuerdos", e "Si Una Vez".

## Lista de faixas
| Amor Prohibido – Edição Padrão |                                |                                            |                                                           |         |  |
| N.º                            | Título                         | Compositor(es)                             | Produtor(es)                                              | Duração |  |
| 1.                             | "Amor Prohibido"               | A.B. Quintanilla · Pete Astudillo · Selena | A.B. · Jorge Alberto Pino · Bebu Silvetti · Gregg Vickers | 2:49    |  |
| 2.                             | "No Me Queda Más"              | Ricky Vela                                 | A.B. Silvetti                                             | 3:17    |  |
| 3.                             | "Cobarde"                      | José Luis Borrego                          | Borrego                                                   | 2:50    |  |
| 4.                             | "Fotos y Recuerdos"            | Chrissie Hynde · Vela                      | A.B.                                                      | 2:33    |  |
| 5.                             | "El Chico Del Apartamento 512" | A.B. · Vela                                | A.B.                                                      | 3:28    |  |
| 6.                             | "Bidi Bidi Bom Bom"            | Selena · Astudillo · A.B.                  | A.B.                                                      | 3:25    |  |
| 7.                             | "Techno Cumbia"                | A.B. · Astudillo                           | A.B.                                                      | 3:43    |  |
| 8.                             | "Tus Desprecios"               | A.B. · Vela                                | A.B.                                                      | 3:24    |  |
| 9.                             | "Si Una Vez"                   | A.B. · Astudillo                           | A.B.                                                      | 2:42    |  |
| 10.                            | "Ya No"                        | A.B. · Vela                                | A.B.                                                      | 3:56    |  |
| Duração total:                 | Duração total:                 | Duração total:                             | Duração total:                                            | 35:27   |  |

| Amor Prohibido – Faixas bônus do relançamento de 2002 | |                                              |                                   |         |  |
| N.º                                                   | Título                                                                                              | Compositor(es)                               | Produtor(es)                      | Duração |  |
| 11.                                                   | "Donde Quiera Que Estés" (dueto com Barrio Boyzz)                                                   | K. C. Porter · Miguel Flores · Desmond Child | A.B. · Domingo Padilla · Silvetti | 4:29    |  |
| 12.                                                   | "Spoken Liner Notes" (lembranças de comentários fornecidas pela família, amigos e banda de Selena.) | Nir Seroussi                                 | Suzette Quintanilla               | 24:02   |  |
| 13.                                                   | "Amor Prohibido" (vídeo musical)                                                                    | Selena · Astudillo · A.B.                    | Sean Roberts                      | 2:50    |  |
| 14.                                                   | "No Me Queda Más" (vídeo musical)                                                                   | Vela                                         | Roberts                           | 3:49    |  |

## Créditos e pessoal
Créditos adaptados do encarte de Amor Prohibido.
| Créditos vocais - Selena : vocais, vocais de apoio, composição - Stephanie Lynn, Rick Alvarez, "Rock 'n' Roll" James – vocais de apoio | Visuais e imagens - Lisette Lorenzo : direção de arte - Maurice Rinaldi : fotografia |

Instrumentos
| - Suzette Quintanilla : bateria, produção - Chris Pérez : guitarra, programação de bateria, arranjo - A.B. Quintanilla : baixo, banjo - Henry Gomez : guitarra - Joe Ojeda : teclados, arranjo - Ricky Vela : teclados, programação, arranjo, composição | - Johnny Saenz : acordeão - Rafael Gasca : trompete - Rene Gasca : trompete - Gilbert Garza : trombone |

Produção
- A.B. : composição, produção, programação, mixagem, arranjador
- Jorge A. Pino : produção executiva
- Brian "Red" Moore : engenharia, mixagem
- Nir Seroussi : edição
- Guillermo J. Page : reedição de produção
- Bebu Silvetti : arranjo, produção

## Desempenho comercial

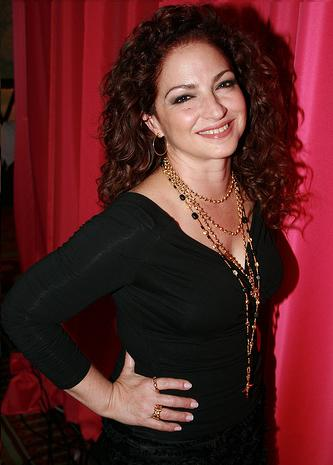
Ao conquistar o cume da Billboard Top Latin Albums, Amor Prohibido deslocou Mi Tierra da cantora cubana Gloria Estefan (imagem) dessa posição.

Nos Estados Unidos, durante a semana que terminou em 9 de abril de 1994, Amor Prohibido estreou no terceiro posto da parada Top Latin Albums. Na atualização seguinte, ascendeu para a segunda posição e recebeu o maior salto de vendas daquela edição. Em sua décima semana, finalmente alçou-se para o cume, tornando-se o segundo álbum a ficar em primeiro lugar na recém-criada Top Latin Albums, tirando Mi Tierra, da cubana Gloria Estefan, dessa posição. Amor Prohibido e Mi Tierra alternaram entre as duas primeiras posições da tabela por cinco semanas consecutivas. O evento tornou Selena a "artista mais quente do mercado latino". Em uma entrevista à Billboard, AB expressou sua empolgação quando Amor Prohibido finalmente chegou ao topo da parada, dizendo que o evento "foi muito significativo [para nós]". Suas vendas foram tão vigorosas que na semana seguinte finalmente entrou na tabela Billboard 200, ocupando a 183ª posição, tornando-se o primeiro álbum não crossover de um artista latino a conseguir esse feito desde Aries (1993), do mexicano Luis Miguel. Também se tornou a primeira gravação de um artista de tejano a chegar à Billboard 200. Mario Tarradell, do The Dallas Morning News, considerou essa uma conquista "inovadora" e nomeou Amor Prohibido como uma das gravações latinas mais populares de 1994.
Em maio, superou outros discos concorrentes de tejano e liderou a lista dos álbuns mais vendidos do gênero em 1994. Tornou-se o terceiro título de Selena a superar os homens no mercado tejano que historicamente não era dominado por mulheres. Dentro de 19 semanas de seu lançamento, superou as vendas das gravações anteriores da artista. Em 16 de julho, estreou em 18.º lugar na Top Heatseekers e foi o mais adquirido na região Centro-Sul dos Estados Unidos. Encerrou 1994 como o quarto álbum latino mais vendido e o primeiro entre os regionais mexicano em todo o país. Depois de 48 semanas no cume da Billboard Regional Mexican Albums foi deslocado da posição por Rompiendo Barreras, de Bronco. Tornou-se o segundo álbum de tejano a atingir vendas superiores a 500 mil cópias até o final do ano, um feito que antes só havia sido realizado por La Mafia. Apesar disso, a Nielsen Soundscan informou vendas de somente 184 mil unidades até abril de 1995. De acordo com Behar, os números de vendas que à Soundscan fornece não incluem as realizadas em pequenas lojas especializadas em música latina. Antes de Selena ser assassinada em março de 1995, o material estava entre os cinco primeiros lugares na Top Latin Albums por 53 semanas consecutivas. Suas vendas nas quatro semanas anteriores ao assassinato da intérprete foram ligeiramente acima de 2 mil unidades por semana. Na semana imediatamente antes à morte, comercializou mil e 700 unidades. Paralelamente a isso, no México conseguiu vender 2 mil cópias por semana, enquanto no Canadá a intérprete estava começando a ganhar popularidade após o lançamento da obra. No primeiro país, foram comprados 400 mil exemplares até abril de 1995, e posteriormente recebeu um certificado de ouro emitido pela Asociación Mexicana de Productores de Fonogramas y Videogramas (AMPROFON).

### Desempenho comercial póstumo
Após o assassinato de Selena, a atenção da mídia ajudou a aumentar as vendas de Amor Prohibido, bem como do catálogo anterior dela. Como resultado, a a EMI Latin começou a encomendar milhares de cópias em CD e cassete para cobrir a demanda. Imediatamente após sua morte, o produto tornou-se o mais solicitado por pessoas nas lojas de música à procura de seu catálogo. Um varejista de música em Austin, Texas, expressou que o material havia vendido mais unidades no primeiro mês após sua morte "do que durante todo o ano em que foi lançado". Em McAllen, Texas, lojas de discos relataram que as pessoas compravam mais as outras obras anteriores da cantora do que Amor Prohibido, citando que "a maioria dos fãs já tem seu [álbum] mais recente". Lojas de música em Washington, D.C., supostamente esgotaram seu estoque de unidades do trabalho dias após o assassinato. Em 15 de abril de 1995, alcançou o número um pela quinta vez na Top Latin Albums, com vendas de 12 mil e 40 unidades — um aumento de 580% em relação à semana anterior. O registro posteriormente reentrou na Billboard 200 na 92ª colocação, com um aumento de 520% em suas vendas, e no cume da Regional Mexican Albums. Na semana seguinte, subiu para o 32º posto da Billboard 200, com 28 mil e 238 cópias vendidas, representando um ganho de 135%. Alcançou a posição 29 durante sua quinta semana na tabela. O evento foi considerado "uma façanha rara" para um álbum não anglo nos Estados Unidos. Na semana seguinte à morte de Selena, saltou do número 20 para o número 6 na lista dos álbuns mais vendidos no sul da Califórnia. A gravação acabou ficando em segundo lugar na lista dos discos mais comprados no estado. Em um relatório publicado em junho de 1995, constava como o segundo álbum mais adquirido em Porto Rico. A comercialização da obra e de Entre a Mi Mundo (1992), aumentaram 1,250% nas oito semanas após o assassinato. O produto ajudou a aumentar o lucro nas lojas de discos locais do Texas, que estavam "vendendo mais do que quando [Selena] estava viva". Permaneceu em primeiro lugar na Top Latin Albums por 16 semanas após sua morte, até que o seu lançamento seguinte, Dreaming of You, o substituiu em 5 de agosto. Amor Prohibido esteve atrás do supracitado por sete semanas. No final de 1995, ficou em segundo lugar, depois de Dreaming of You, como o álbum latino mais vendido naquele ano, e permaneceu como a gravação regional mexicana mais adquirida por três anos consecutivos.
Após 98 semanas, Amor Prohibido saiu do top cinco no Top Latin Albums, embora tenha permanecido entre os dez primeiros por 12 semanas adicionais. Na Regional Mexican Albums estabeleceu o recorde de maior quantidade de semanas no número um, com 97 semanas, e é o único álbum a alcançar a liderança em quatro anos civis diferentes. Encerrou 1996 como o nono disco latino mais vendido, o segundo de 1997, enquanto em 1998 ficou em terceiro. Os critérios da Billboard foram revisados e tornaram-no inelegível para a Top Latin Albums e Regional Mexican Albums a partir de 18 de janeiro de 1997. Foi removido da lista e começou a figurar na parada recém-formada Latin Catalog Albums, posicionando-se em segundo lugar. Em maio de 1995, a Recording Industry Association of America (RIAA) certificou-o com ouro pela distribuição de 500 mil exemplares em solo americano. Dentro de três semanas, foi certificado com platina após ter chegado a marca de um milhão de unidades. Com isso, tornou-se o primeiro disco de tejano a alcançar esse nível de certificação. O jornal Sydney Morning Herald chamou o evento de "uma conquista" para um álbum em espanhol, que não era "a língua dominante da indústria musical". Mais tarde, a certificação foi atualizada para 41 certificados de platina (latina) vindo a se tornar o segundo disco latino com mais certificações — atrás apenas de Dreaming of You (1995) —, e o quarto mais adquirido nos Estados Unidos. De acordo com a Nielsen SoundScan, Amor Prohibido vendeu 1 milhão e 246 mil cópias no país até outubro de 2017. Mundialmente, é estimado que tenham sido distribuídas mais de 2 milhões e 500 mil unidades da obra. Foi também classificado como o lançamento de tejano que mais vendeu da década de 1990 e de todos os tempos.
| País — Tabela musical (1994–95)          | Posição de pico |
| ---------------------------------------- | --------------- |
| Estados Unidos (Billboard 200)           | 29              |
| Estados Unidos (Regional Mexican Albums) | 1               |
| Estados Unidos (Top Latin Albums)        | 1               |

| País — Tabela musical (1994)             | Posição |
| ---------------------------------------- | ------- |
| Estados Unidos (Top Latin Albums)        | 4       |
| Estados Unidos (Regional Mexican Albums) | 1       |
| País — Tabela musical (1995)             | Posição |
| Estados Unidos (Billboard 200)           | 164     |
| Estados Unidos (Top Latin Albums)        | 2       |
| Estados Unidos (Regional Mexican Albums) | 1       |
| País — Tabela musical (1996)             | Posição |
| Estados Unidos (Top Latin Albums)        | 6       |
| Estados Unidos (Regional Mexican Albums) | 1       |
| País — Tabela musical (1997)             | Posição |
| Estados Unidos (Latin Catalog Albums)    | 2       |
| País — Tabela musical (1998)             | Posição |
| Estados Unidos (Latin Catalog Albums)    | 3       |

| País — Tabela musical (2012)          | Posição |
| ------------------------------------- | ------- |
| Estados Unidos (Latin Catalog Albums) | 6       |
| País — Tabela musical (2013)          | Posição |
| Estados Unidos (Latin Catalog Albums) | 17      |
| País — Tabela musical (2014)          | Posição |
| Estados Unidos (Latin Catalog Albums) | 14      |
| País — Tabela musical (2015)          | Posição |
| Estados Unidos (Latin Catalog Albums) | 4       |
| País — Tabela musical (2016)          | Posição |
| Estados Unidos (Latin Catalog Albums) | 4       |

| Região                                                                                             | Certificação         | Vendas    |
| -------------------------------------------------------------------------------------------------- | -------------------- | --------- |
| Estados Unidos (RIAA)                                                                              | 41× Platina (Latina) | 1 246 000 |
| México (AMPROFON)                                                                                  | Ouro                 | 400 000   |
| Resumos                                                                                            |                      |           |
| Mundo                                                                                              | —                    | 2 500 000 |
| *números de vendas baseados somente na certificação ^distribuições baseadas apenas na certificação |                      |           |